# RuPaul's Drag Race
RuPaul's Drag Race là chương trình truyền hình thực tế được World of Wonder sản xuất cho kênh Logo TV nhằm tìm kiếm "America's Next Drag Superstar" do RuPaul làm giám khảo và MC.
Tính đến năm 2023, RuPaul's Drag Race đã tổ chức được 15 mùa thi, bên cạnh các chương trình spin-off là RuPaul's Drag U, RuPaul's Drag Race: All Stars và RuPaul's Secret Celebrity Drag Race cũng như các phiên bản nước ngoài của Anh, Úc và New Zealand, Canada, Tây Ban Nha, Thái Lan, Chile, Hà Lan và nhiều quốc gia khác. Chuơng trình từng có tỉ suất rating cao nhất trên kênh Logo TV và được chiếu ra nước ngoài (Úc, Canada, Anh, Hà Lan và Israel).

## Định dạng chương trình
Mỗi mùa, chương trình phát sóng khoảng 12 - 16 tập, trong đó có một tập hội ngộ/chung kết được phát sóng ở giai đoạn cuối mỗi mùa. Ban đầu, chương trình có khoảng 12-16 thí sinh. Ở mỗi tập, các thí sinh sẽ phải tham gia hai thử thách gồm thử thách phụ và thử thách chính cũng như runway. Dựa vào kết quả ở thử thách chính và runway mà sẽ có 3-4 thí sinh nhận được đánh giá tích cực/tiêu cực từ BGK (đồng nghĩa với việc lọt nhóm cao/thấp của tuần). Thí sinh xuất sắc nhất nhóm cao sẽ chiến thắng tuần đó và hai thí sinh tệ nhất nhóm thấp sẽ lọt nhóm nguy hiểm của tuần. Hai thí sinh này phải tham gia màn Lipsync mà sau đó, 1 trong 2 sẽ bị loại. Đôi khi một số tập đặc biệt sẽ có màn loại kép (2 thí sinh bị loại) hoặc miễn loại (không có thí sinh bị loại).

## Giám khảo
| Giám khảo       | Mùa             | Mùa             | Mùa             | Mùa             | Mùa             | Mùa             | Mùa             | Mùa             | Mùa             | Mùa             | Mùa             | Mùa             | Mùa             | Mùa             | Mùa             |
| Giám khảo       | 1               | 2               | 3               | 4               | 5               | 6               | 7               | 8               | 9               | 10              | 11              | 12              | 13              | 14              | 15              |
| --------------- | --------------- | --------------- | --------------- | --------------- | --------------- | --------------- | --------------- | --------------- | --------------- | --------------- | --------------- | --------------- | --------------- | --------------- | --------------- |
| RuPaul          | Giám khảo chính | Giám khảo chính | Giám khảo chính | Giám khảo chính | Giám khảo chính | Giám khảo chính | Giám khảo chính | Giám khảo chính | Giám khảo chính | Giám khảo chính | Giám khảo chính | Giám khảo chính | Giám khảo chính | Giám khảo chính | Giám khảo chính |
| Merle Ginsberg  | Giám khảo chính | Giám khảo chính |                 |                 |                 |                 | Khách mời       |                 |                 |                 |                 |                 |                 |                 |                 |
| Santino Rice    | Giám khảo chính | Giám khảo chính | Giám khảo chính | Giám khảo chính | Giám khảo chính | Giám khảo chính | Khách mời       |                 |                 |                 |                 |                 |                 |                 |                 |
| Michelle Visage |                 |                 | Giám khảo chính | Giám khảo chính | Giám khảo chính | Giám khảo chính | Giám khảo chính | Giám khảo chính | Giám khảo chính | Giám khảo chính | Giám khảo chính | Giám khảo chính | Giám khảo chính | Giám khảo chính | Giám khảo chính |
| Billy B         |                 |                 | Giám khảo chính | Giám khảo chính |                 |                 |                 |                 |                 |                 |                 |                 |                 |                 |                 |
| Ross Mathews    |                 |                 |                 | Khách mời       |                 |                 | Giám khảo chính | Giám khảo chính | Giám khảo chính | Giám khảo chính | Giám khảo chính | Giám khảo chính | Giám khảo chính | Giám khảo chính | Giám khảo chính |
| Carson Kressley |                 |                 |                 |                 |                 |                 | Giám khảo chính | Giám khảo chính | Giám khảo chính | Giám khảo chính | Giám khảo chính | Giám khảo chính | Giám khảo chính | Giám khảo chính | Giám khảo chính |
| Ts Madison      |                 |                 |                 |                 |                 |                 |                 |                 |                 |                 |                 |                 | Khách mời       | Khách mời       | Giám khảo chính |

## Các mùa thi
| Mùa | Số tập | Ngày phát sóng   | Ngày kết thúc    | Tổng số thí sinh | Quán quân          | Á Quân                         | Miss C                     | Giải thưởng |
| --- | ------ | ---------------- | ---------------- | ---------------- | ------------------ | ------------------------------ | -------------------------- | --- |
| 1   | 9      | 2 tháng 2, 2009  | 23 tháng 3, 2009 | 9                | BeBe Zahara Benet  | Nina Flowers                   | Nina Flowers               | - $20,000, tài trợ bởi V&S Group (công ty sở hữu thương hiệu Absolut Vodka) và MAC Cosmetics - Trở thành gương mặt đại diện Tour lưu diễn của Logo TV, tài trợ bởi Absolut Vodka - Xuất hiện trong chiến dịch quảng cáo của thương hiệu L.A. Eyeworks - Xuất hiện trên tạp chí Paper - Vương miện đến từ Fierce Drag Jewels                                  |
| 2   | 12     | 1 tháng 2, 2010  | 26 tháng 4, 2010 | 12               | Tyra Sanchez       | Raven                          | Pandora Boxx               | - $25,000 - Trở thành gương mặt đại diện cũng như được sử dụng mĩ phẩm của thương hiệu NYX Cosmetics trọn đời - Trở thành gương mặt đại diện Tour lưu diễn của Logo TV, tài trợ bởi Absolut Vodka - Xuất hiện trong chiến dịch quảng cáo của thương hiệu L.A. Eyeworks - Hợp đồng 1 năm với công ty Project Publicity - Vương miện đến từ Fierce Drag Jewels |
| 3   | 16     | 24 tháng 1, 2011 | 2 tháng 5, 2011  | 13               | Raja               | Manila Luzon                   | Yara Sofia                 | - $75,000 - Được sử dụng mĩ phẩm của thương hiệu Kryolan trọn đời - Trở thành gương mặt đại diện Tour lưu diễn của Logo TV, tài trợ bởi Absolut Vodka - Vương miện đến từ Fierce Drag Jewels |
| 4   | 14     | 30 tháng 1, 2012 | 30 tháng 4, 2012 | 13               | Sharon Needles     | Chad Michaels Phi Phi O'Hara   | Latrice Royale             | - $100,000 - Được sử dụng mĩ phẩm của thương hiệu NYX Cosmetics trọn đời - Trở thành gương mặt đại diện Tour lưu diễn của Logo TV, tài trợ bởi Absolut Vodka - Một chuyến du lịch được tài trợ bởi ALandCHUCK.travel - Vương miện đến từ Fierce Drag Jewels                                                                                                  |
| 5   | 14     | 28 tháng 1, 2013 | 6 tháng 5, 2013  | 14               | Jinkx Monsoon      | Alaska Roxxxy Andrews          | Ivy Winters                | - $100,000 - Một số mĩ phẩm đến từ thương hiệu ColorEvolution - Trở thành gương mặt đại diện Tour lưu diễn của Logo TV, tài trợ bởi Absolut Vodka - Một chuyến du lịch được tài trợ bởi ALandCHUCK.travel - Vương miện đến từ Fierce Drag Jewels |
| 6   | 14     | 24 tháng 2, 2014 | 19 tháng 5, 2014 | 14               | Bianca Del Rio     | Adore Delano Courtney Act      | BenDeLaCreme               | - $100,000 - Một số mĩ phẩm đến từ thương hiệu ColorEvolution - Vương miện đến từ Fierce Drag Jewels |
| 7   | 14     | 2 tháng 3, 2015  | 1 tháng 6, 2015  | 14               | Violet Chachki     | Ginger Minj Pearl              | Katya                      | - $100,000 - Một số mĩ phẩm đến từ thương hiệu Anastasia Beverly Hills - Vương miện và quyền trượng đến từ Fierce Drag Jewels |
| 8   | 10     | 7 tháng 3, 2016  | 16 tháng 5, 2016 | 12               | Bob the Drag Queen | Kim Chi Naomi Smalls           | Cynthia Lee Fontaine       | - $100,000 - Một số mĩ phẩm đến từ thương hiệu Anastasia Beverly Hills - Vương miện và quyền trượng đến từ Fierce Drag Jewels |
| 9   | 14     | 24 tháng 3, 2017 | 23 tháng 6, 2017 | 14               | Sasha Velour       | Peppermint                     | Valentina                  | - $100,000 - Một số mĩ phẩm đến từ thương hiệu Anastasia Beverly Hills - Vương miện và quyền trượng đến từ Shandar |
| 10  | 14     | 22 tháng 3, 2018 | 28 tháng 6, 2018 | 14               | Aquaria            | Eureka O'Hara Kameron Michaels | Monét X Change             | - $100,000 - Một số mĩ phẩm đến từ thương hiệu Anastasia Beverly Hills - Vương miện và quyền trượng đến từ Fierce Drag Jewels |
| 11  | 14     | 28 tháng 2, 2019 | 30 tháng 5, 2019 | 15               | Yvie Oddly         | Brooke Lynn Hytes              | Nina West                  | - $100,000 - Một số mĩ phẩm đến từ thương hiệu Anastasia Beverly Hills - Vương miện và quyền trượng đến từ Fierce Drag Jewels |
| 12  | 14     | 28 tháng 2, 2020 | 29 tháng 5, 2020 | 13               | Jaida Essence Hall | Crystal Methyd Gigi Goode      | Heidi N Closet             | - $100,000 - Một số mĩ phẩm đến từ thương hiệu Anastasia Beverly Hills - Vương miện và quyền trượng đến từ Fierce Drag Jewels |
| 13  | 16     | 1 tháng 1, 2021  | 23 tháng 4, 2021 | 13               | Symone             | Kandy Muse                     | LaLa Ri                    | - $100,000 - Một số mĩ phẩm đến từ thương hiệu Anastasia Beverly Hills - Vương miện và quyền trượng đến từ Fierce Drag Jewels |
| 14  | 16     | 7 tháng 1, 2022  | 22 tháng 4, 2022 | 14               | Willow Pill        | Lady Camden                    | Kornbread "The Snack" Jeté | - $150,000 - Một số mĩ phẩm đến từ thương hiệu Anastasia Beverly Hills - Vương miện và quyền trượng đến từ Fierce Drag Jewels |

## Danh sách các thí sinh
Tính đến nay, đã có 196 thí sinh tham gia trong suốt 15 mùa thi:
|           | 1                          | 2                        | 3                       | 4                            | 5                              | 6                         | 7                                  | 8                    | 9                            | 10                             | 11                                        | 12                        | 13                         | 14                                         | 15                                        |
| --------- | -------------------------- | ------------------------ | ----------------------- | ---------------------------- | ------------------------------ | ------------------------- | ---------------------------------- | -------------------- | ---------------------------- | ------------------------------ | ----------------------------------------- | ------------------------- | -------------------------- | ------------------------------------------ | ----------------------------------------- |
| Quán Quân | Bebe Zahara Benet          | Tyra Sanchez             | Raja                    | Sharon Needles               | Jinkx Monsoon                  | Bianca Del Rio            | Violet Chachki                     | Bob The Drag Queen   | Sasha Velour                 | Aquaria                        | Yvie Oddly                                | Jaida Essence Hall        | Symone                     | Willow Pill                                | Sasha Colby                               |
| Hạng 2    | Nina Flowers               | Raven                    | Manila Luzon            | Chad Michaels Phi Phi O'Hara | Alaska Roxxxy Andrews          | Adore Delano Courtney Act | Pearl Ginger Minj                  | Kim Chi Naomi Smalls | Peppermint                   | Eureka O´Hara Kameron Michaels | Brooke Lynn Hytes                         | Crystal Methyd Gigi Goode | Kandy Muse                 | Lady Camden                                | Anetra                                    |
| Hạng 3    | Rebecca Glasscock          | Jujubee                  | Alexis Mateo            | Chad Michaels Phi Phi O'Hara | Alaska Roxxxy Andrews          | Adore Delano Courtney Act | Pearl Ginger Minj                  | Kim Chi Naomi Smalls | Shea Coulée Trinity Taylor   | Eureka O´Hara Kameron Michaels | A'keria C. Davenport Silky Nutmeg Ganache | Crystal Methyd Gigi Goode | Gottmik Rosé               | Angeria Paris VanMicheals Bosco Daya Betty | Luxx Noir London Mistress Isabelle Brooks |
| Hạng 4    | Shannel                    | Tatianna                 | Yara Sofia              | Latrice Royale               | Detox                          | Darienne Lake             | Kennedy Davenport                  | Chi Chi DeVayne      | Shea Coulée Trinity Taylor   | Asia O'Hara                    | A'keria C. Davenport Silky Nutmeg Ganache | Sherry Pie                | Gottmik Rosé               | Angeria Paris VanMicheals Bosco Daya Betty | Luxx Noir London Mistress Isabelle Brooks |
| Hạng 5    | Ongina                     | Pandora Boxx             | Carmen Carrera          | Kenya Michaels               | Coco Montrese                  | BenDeLaCreme              | Katya                              | Derrick Barry        | Alexis Michelle              | Miz Cracker                    | Vanessa Vanjie Mateo                      | Jackie Cox                | Olivia Lux                 | Angeria Paris VanMicheals Bosco Daya Betty | Loosey LaDuca                             |
| Hạng 6    | Jade                       | Jessica Wild             | Shangela                | Dida Ritz                    | Alyssa Edwards                 | Joslyn Fox                | Trixie Mattel                      | Thorgy Thor          | Nina Bo'Nina Brown           | Monét X Change                 | Nina West                                 | Heidi N Closet            | Utica Queen                | DeJa Skye Jorgeous                         | Salina EsTittes                           |
| Hạng 7    | Akashia                    | Sahara Davenport         | Delta Work              | Willam                       | Ivy Winters                    | Trinity K. Bonet          | Miss Fame                          | Robbie Turner        | Valentina                    | The Vixen                      | Shuga Cain                                | Widow Von'Du              | Tina Burner                | DeJa Skye Jorgeous                         | Marcia Marcia Marcia                      |
| Hạng 8    | Tammie Brown               | Morgan McMichaels        | Stacy Layne Matthews    | Jiggly Caliente              | Jade Jolie                     | Laganja Estranja          | Jaidynn Diore Fierce               | Acid Betty           | Farrah Moan                  | Monique Heart                  | Plastique Tiara                           | Jan                       | Denali                     | Jasmine Kennedie                           | Malaysia Babydoll Foxx                    |
| Hạng 9    | Victoria "Porkchop" Parker | Sonique                  | Mariah Paris Balenciaga | Milan                        | Lineysha Sparx                 | Milk                      | Max                                | Naysha Lopez         | Aja                          | Blair St. Clair                | Ra'Jah O'hara                             | Brita                     | Elliott with 2 Ts          | Kerri Colby                                | Spice                                     |
| Hạng 10   |                            | Mystique Summers Madison | India Ferrah            | Madame LaQueer               | Vivienne Pinay Honey Mahogany  | Gia Gunn                  | Kandy Ho                           | Cynthia Lee Fontaine | Cynthia Lee Fontaine         | Mayhem Miller                  | Scarlet Envy                              | Aiden Zhane               | LaLa Ri                    | Maddy Morphosis                            | Jax                                       |
| Hạng 11   | Nicole Paige Brooks        | Mimi Imfurst             | The Princess            | April Carrión                | Vivienne Pinay Honey Mahogany  | Mrs. Kasha Davis          | Dax ExclamationPoint Laila McQueen | Eureka O´Hara        | Dusty Ray Bottoms            | Ariel Versace                  | Nicky Doll                                | Tamisha Iman              | Orion Story                | Aura Mayari                                |                                           |
| Hạng 12   | Shangela                   | Phoenix                  | Lashauwn Beyond         | Monica Beverly Hillz         | Vivacious                      | Jasmine Masters           | Dax ExclamationPoint Laila McQueen | Charlie Hides        | Yuhua Hamasaki               | Mercedes Iman Diamond          | Rock M. Sakura                            | Joey Jay                  | Kornbread "The Snack" Jeté | Robin Fierce                               |                                           |
| Hạng 13   |                            | Venus D-Lite             | Alisa Summers           | Serena ChaCha                | Magnolia Crawford Kelly Mantle | Sasha Belle               |                                    | Kimora Blac          | Kalorie Karbdashian-Williams | Honey Davenport                | Dahlia Sin                                | Kahmora Hall              | Alyssa Hunter              | Amethyst                                   |                                           |
| Hạng 14   |                            |                          | Penny Tration           | Tempest DuJour               | Magnolia Crawford Kelly Mantle | Jaymes Mansfield          | Vanessa Vanjie Mateo               | Kahanna Montrese     |                              |                                | June Jambalaya                            | Sugar                     |                            |                                            |                                           |
| Hạng 15   |                            |                          |                         |                              |                                |                           | Soju                               |                      | Princess Poppy               |                                |                                           |                           |                            |                                            |                                           |
| Hạng 16   |                            | Irene Dubois             |                         |                              |                                |                           |                                    |                      |                              |                                |                                           |                           |                            |                                            |                                           |

     Thí sinh được bình chọn làm "Miss C".
     Thí sinh bị đuổi khỏi chương trình.
     Thí sinh từng bị loại trước đó nhưng có cơ hội thứ hai tham gia lại.
     Thí sinh từng bị loại trước đó nhưng có cơ hội thứ hai tham gia lại và bị loại ngay ở tập đó.
     Thí sinh quay trở lại từ mùa trước.
     Thí sinh bỏ cuộc.
     Thí sinh rời cuộc thi vì lí do sức khoẻ.
     Thí sinh là một trong hai người bị loại kép.
     Quán quân của mùa giải.

## Các phiên bản spin-off của RuPauls' Drag Race
| Vùng/quốc gia | Tên chương trình                               | Tên chương trình                               | Kênh                                       | Ngày khởi chiếu                                             | Người dẫn chương trình     | Giám khảo hiện tại                                                                                |
| ------------- | ---------------------------------------------- | ---------------------------------------------- | ------------------------------------------ | ----------------------------------------------------------- | -------------------------- | ------------------------------------------------------------------------------------------------- |
| Toàn cầu      | Drag Race vs The World                         | RuPaul's Drag Race UK vs The World             | BBC Three                                  | 1 tháng 2, 2022                                             | - RuPaul                   | - Alan Carr - Graham Norton - Michelle Visage - RuPaul                                            |
| Toàn cầu      | Drag Race vs The World                         | Canada's Drag Race: Canada vs The World        | Crave                                      | 18 tháng 11, 2022                                           | - Brooke Lynn Hytes        | - Brad Goreski - Brooke Lynn Hytes - Traci Melchor                                                |
| Úc            | RuPaul's Drag Race Down Under                  | RuPaul's Drag Race Down Under                  | Stan                                       | 1 tháng 5, 2021                                             | - RuPaul                   | - RuPaul - Michelle Visage - Rhys Nicholson                                                       |
| New Zealand   | RuPaul's Drag Race Down Under                  | RuPaul's Drag Race Down Under                  | TVNZ OnDemand                              | 1 tháng 5, 2021                                             | - RuPaul                   | - RuPaul - Michelle Visage - Rhys Nicholson                                                       |
| Bỉ            | Drag Race Belgique                             | Drag Race Belgique                             | Tipik                                      | TBA                                                         | - Rita Baga                | - Rita Baga                                                                                       |
| Brazil        | Drag Race Brasil                               | Drag Race Brasil                               | TBA                                        | TBA                                                         | - TBA                      | - TBA                                                                                             |
| Canada        | Canada's Drag Race                             | Canada's Drag Race                             | Crave                                      | 2 tháng 7, 2020                                             | - Brooke Lynn Hytes        | - Brad Goreski (S2-) - Brooke Lynn Hytes - Traci Melchor (S2-)                                    |
| Chile         | The Switch Drag Race                           | The Switch Drag Race                           | Mega                                       | 8 tháng 10, 2015                                            | - Karla Constant           | - Nicole Gaultier - Íngrid Cruz - Óscar Mediavilla (S2)                                           |
| Pháp          | Drag Race France                               | Drag Race France                               | France.tv Slash                            | 25 tháng 6, 2022                                            | - Nicky Doll               | - Daphné Bürki - Kiddy Smile - Nicky Doll                                                         |
| Đức           | Drag Race Deutschland                          | Drag Race Deutschland                          | TBA                                        | TBA                                                         | - TBA                      | - TBA                                                                                             |
| Ấn Độ         | Drag Race India                                | Drag Race India                                | TBA                                        | TBA                                                         | - TBA                      | - TBA                                                                                             |
| Ý             | Drag Race Italia                               | Drag Race Italia                               | Discovery+                                 | 19 tháng 11, 2021                                           | - Priscilla                | - Chiara Francini - Priscilla - Tommaso Zorzi                                                     |
| Nhật Bản      | Drag Race Japan                                | Drag Race Japan                                | TBA                                        | TBA                                                         | - TBA                      | - TBA                                                                                             |
| Mexico        | Drag Race Mexico                               | Drag Race Mexico                               | TBA                                        | TBA                                                         | - TBA                      | - TBA                                                                                             |
| Hà Lan        | Drag Race Holland                              | Drag Race Holland                              | Videoland                                  | 18 tháng 9, 2020                                            | - Fred van Leer            | - Carlo Boszhard (S2-) - Fred van Leer - Marieke Samallo (S2-) - Raven van Dorst (S2-)            |
| Philippines   | Drag Race Philippines                          | Drag Race Philippines                          | Discovery+ HBO GO                          | 17 tháng 8, 2022                                            | - Paolo Ballesteros        | - BJ Pascual - Jiggly Caliente - Jon Santos - KaladKaren - Paolo Ballesteros - Rajo Laurel        |
| Philippines   | Drag Race Philippines: Untucked!               | Drag Race Philippines: Untucked!               | Discovery+ HBO GO                          | 19 tháng 8, 2022                                            | N/A                        | N/A                                                                                               |
| Singapore     | Drag Race Singapore                            | Drag Race Singapore                            | TBA                                        | TBA                                                         | - TBA                      | - TBA                                                                                             |
| Hàn Quốc      | Drag Race South Korea                          | Drag Race South Korea                          | TBA                                        | TBA                                                         | - TBA                      | - TBA                                                                                             |
| Tây Ban Nha   | Drag Race España                               | Drag Race España                               | Atresplayer Premium                        | 30 tháng 5, 2021                                            | - Supremme de Luxe         | - Ana Locking - Javier Calvo - Javier Ambrossi - Supremme de Luxe                                 |
| Tây Ban Nha   | Drag Race España All Stars                     | Drag Race España All Stars                     | Atresplayer Premium                        | TBA                                                         | - Supremme de Luxe         | - Ana Locking - Javier Calvo - Javier Ambrossi - Supremme de Luxe                                 |
| Thụy Điển     | Drag Race Sverige                              | Drag Race Sverige                              | Sveriges Television                        | TBA                                                         | - Robert Fux               | - Robert Fux                                                                                      |
| Thụy Điển     | Drag Race Sverige: Untucked!                   | Drag Race Sverige: Untucked!                   | Sveriges Television                        | TBA                                                         | N/A                        | N/A                                                                                               |
| Thái Lan      | Drag Race Thailand                             | Drag Race Thailand                             | Line TV                                    | 15 tháng 2, 2018                                            | - Art Arya - Pangina Heals | - Art Arya - Pangina Heals                                                                        |
| Anh Quốc      | RuPaul's Drag Race UK                          | RuPaul's Drag Race UK                          | BBC Three                                  | 3 tháng 10, 2019                                            | - RuPaul                   | - Alan Carr - Graham Norton - Michelle Visage - RuPaul                                            |
| Hoa Kỳ        | RuPaul's Drag Race                             | RuPaul's Drag Race                             | Logo TV (S1-8) VH1 (S9-14) MTV (S15-)      | 2 tháng 2, 2009                                             | - RuPaul                   | - Carson Kressley (S7-) - Michelle Visage (S3-) - Ross Mathews (S7-) - RuPaul - Ts Madison (S15-) |
| Hoa Kỳ        | RuPaul's Drag Race: Untucked! (Under the Hood) | RuPaul's Drag Race: Untucked! (Under the Hood) | Logo TV (S1-6) Youtube (S7-9) VH1 (S10-)   | 2 tháng 2, 2009 (Under the Hood) 1 tháng 2, 2010 (Untucked) | N/A                        | N/A                                                                                               |
| Hoa Kỳ        | RuPaul's Drag U                                | RuPaul's Drag U                                | Logo TV                                    | 19 tháng 7, 2010                                            | - RuPaul                   | - Frank Gatson Jr. - Lady Bunny                                                                   |
| Hoa Kỳ        | RuPaul's Drag Race All Stars                   | RuPaul's Drag Race All Stars                   | Logo TV (S1-2) VH1 (S3-5) Paramount+ (S6-) | 22 tháng 10, 2012                                           | - RuPaul                   | - Carson Kressley (S2-) - Michelle Visage - Ross Mathews (S3-) - RuPaul                           |
| Hoa Kỳ        | RuPaul's Drag Race All Stars: Untucked!        | RuPaul's Drag Race All Stars: Untucked!        | Logo TV (AS1) VH1 (AS5) Paramount+ (AS6)   | 22 tháng 10, 2012                                           | N/A                        | N/A                                                                                               |
| Hoa Kỳ        | RuPaul's Drag Race Holi-Slay Spectacular       | RuPaul's Drag Race Holi-Slay Spectacular       | VH1                                        | 7 tháng 12, 2018                                            | - RuPaul                   | - Michelle Visage - Ross Mathews - Todrick Hall - RuPaul                                          |
| Hoa Kỳ        | RuPaul's Secret Celebrity Drag Race            | RuPaul's Secret Celebrity Drag Race            | VH1                                        | 24 tháng 4, 2020                                            | - RuPaul                   | - Carson Kressley - Michelle Visage - Ross Mathews - RuPaul                                       |
| Hoa Kỳ        | RuPaul's Drag Race Vegas Revue                 | RuPaul's Drag Race Vegas Revue                 | VH1                                        | 21 tháng 8, 2020                                            | N/A                        | N/A                                                                                               |
| TBA           | Asian Celebrity Drag Race                      | Asian Celebrity Drag Race                      | TBA                                        | TBA                                                         | - TBA                      | - TBA                                                                                             |